# Karantæne (arbejdsmarkedet)
 For alternative betydninger, se karantæne. (Se også artikler, som begynder med karantæne)
Karantæne på arbejdsmarkedet i Danmark vedrører ledige medlemmer af en A-kasse eller modtagere af kontanthjælp, som er ledige. For at modtage kontante ydelser, skal den ledige stå til rådighed for arbejdsmarkedet.
Det betyder bl.a., at pågældende skal være aktivt jobsøgende og følge anvisninger fra myndighederne, blandt andet pligt til at  møde op til samtaler med  a-kassens og jobcenterne. Rådighedsbestemmelserne indebærer, at et medlem ar en A-kasse skal kunne påtage sig et anvist arbejde, dagen efter, at det er blevet anvist. I karantæneperioden bortfalder retten til disse ydelser. Karantænens varighed, hvor man ikke kan opnå dagpenge afhænger af årsagen til den manglende rådighedsstillelse.